# Luis Rodríguez Figueroa
Luis Rodríguez Figueroa (Puerto de la Cruz, 1875 - Santa cruz de Tenerife, octubre de 1936) fue un escritor y político español.

## Biografía
Estudió Derecho en la Universidad de Granada, ejerciendo la abogacía en su isla natal. Comenzó escribiendo en revistas literarias y periódicos del archipiélago como Hespérides, Gente Nueva y La Prensa, utilizando en ocasiones el seudónimo de Guillón Barrús. Funda junto a Ildefonso Maffiotte la revista Castalia. Fue también miembro del Ateneo de La Laguna.
Su primera novela El cacique, escrita en 1898 y publicada en 1901, es una denuncia del caciquismo y de las oligarquías que dominaban en el Archipiélago. En 1915 escribe la novela Mea culpa junto a Domingo Cabrera Cruz, Diego Crosa, Ramón Gil Roldán, Ildefonso Maffiotte, Leoncio Rodríguez y Manuel Verdugo entre otros. También es autor de obras poéticas como Preludios (1898), Venus Adorata (1902), El Mencey de la Arautapala (1919), Mazir (1925) y Banderas de la democracia (1935).
En su larga vida política en las filas del republicanismo desempeñó los siguientes cargos: concejal del Ayuntamiento del Puerto de la Cruz entre 1912 y 1915, del de Santa Cruz de Tenerife en 1920-1922, consejero del Cabildo en 1919 y diputado a Cortes por el Frente Popular (representando a Izquierda Republicana) tras las elecciones de febrero de 1936. En 1929 se unió a las filas del Partido Radical Socialista y se integró en 1934 en la formación encabezada por Manuel Azaña, Izquierda Republicana.
De ideas republicanas evolucionará hacia posiciones más izquierdistas. Participó como abogado de los procesados por "los sucesos de Hermigua" del 23 de marzo de 1933 (que enfrentaron a los campesinos con la guardia civil). En las elecciones de febrero de 1936 será elegido diputado. Debido a su activismo político, resultaba una persona incómoda para los grupos de poder de la isla, por lo que al inicio de la guerra civil española tras el golpe militar franquista fue detenido y asesinado en el mar a finales de octubre de 1936.
Sin embargo, la tradición oral apunta con insistencia que sus restos podrían encontrarse junto con los del alcalde de Santa Cruz de Tenerife, José Carlos Schwartz, el alcalde de Buenavista del Norte, Antonio Camejo, y el teniente de alcalde del Ayuntamiento de Santa Cruz de Tenerife, José María Martín, entre otros, en un lugar del Parque tinerfeño de las Cañadas del Teide, a 2.500 metros de altura, conocido por el Bucio de Maja, en el término municipal de La Orotava, entre Izaña y El Portillo